# Leonard DiMaria
Leonard "Lenny" DiMaria (nacido en 1941), también conocido como "Prateek y "el Director de Orquesta, es un mafioso neoyorquino y Caporegime de la familia criminal Gambino. Es considerado por las fuerzas del orden como un estrecho colaborador de Nicholas Corozzo y ha sido su mano derecha durante casi 30 años.

## Gánster de Brooklyn
DiMaria es hijo de inmigrantes italianos de Moliterno, provincia de Potenza. Antes de entrar en la vida delictiva, trabajó como conductor de ferrocarril de la Long Island Rail Road y empleado del New York and Atlantic Railway. Estos primeros trabajos le valieron el apodo de "El Conductor". A principios de la década de 1980, DiMaria se convirtió en capitán de la familia criminal Gambino. Su conductor y guardaespaldas Thomas "Spade" Muschio, de 24 años, fue encarcelado en 1983 en la prisión estatal de Raiford, Florida, hasta su liberación en 1985. Después de su programa de liberación por trabajo fue puesto en libertad condicional hasta 1988. Muschio reside ahora en Carolina del Norte y en Toms River. Muschio fue un futuro miembro de la familia criminal Gambino a una edad temprana. Ambos operaban en operaciones de usura y extorsión tanto en Queens como en Brooklyn. Ambos se convirtieron en socios cercanos de Nicholas Corozzo. Muschio fue introducido en el crimen organizado por Robert Bisaccia.
DiMaria formó parte de un caso de chantaje en agosto de 1986, que incluía al jefe John Gotti, Willie Boy Johnson, (quien, a pesar de ser expuesto como informante, se negó a convertirse en testigo del gobierno) Tony Rampino, Nicholas Corozzo y John Carneglia. El 13 de marzo de 1987, absolvieron a todos los acusados de todos los cargos.

## Acusaciones en el sur de Florida y en Nueva York
En 1995, DiMaria, y los capos de Gambino Ralph Davino, Jr. y Anthony Ruggiano, Jr., junto con Anthony "Tony Pep" Trentacosta, comenzaron a operar en Florida en nombre de Corozzo. Estos tres capos se llamarían "South Florida Crew", operando tanto desde New York como desde Florida.
El 18 de diciembre de 1996, DiMaria fue detenido en su casa de Flatlands, Brooklyn por cargos de usura y crimen organizado en Florida. Mientras estaba en libertad bajo fianza, DiMaria fue acusado un mes más tarde de otros cargos de usura y chantaje en Nueva York tras una investigación de tres años del FBI. Las acusaciones de Nueva York se basaron en parte en las pruebas recogidas en el Portobello Soccer Club en Canarsie, Brooklyn. El club era una operación encubierta que compraba ropa de diseño, ordenadores y otros bienes robados a los mafiosos Gambino. Al parecer, DiMaria se hizo amigo del agente secreto del FBI que llevó a cabo la operación y se le vio abrazándole en un vídeo de vigilancia. Tras seis semanas de arresto domiciliario, DiMaria y Corozzo fueron enviados a una prisión federal para esperar los juicios en Nueva York y Florida.
El 3 de noviembre de 1997, DiMaria se declaró culpable de 15 cargos en Nueva York, incluyendo crimen organizado, extorsión y usura. y recibió una condena de 10 años de prisión, que debía cumplir en Cumberland, Maryland. En enero de 1998, DiMaria se declaró culpable de los cargos de Florida.

## Operación Puente Viejo
Liberado de la cárcel en 2005, DiMaria volvió a dirigir operaciones de chantaje y préstamos en Queens, Brooklyn y el sur de Florida para Corozzo y John "Jackie Nose" D'Amico. Se especuló que DiMaria podría haberse convertido en subjefe.
En febrero de 2008, DiMaria fue acusado en la Operación Puente Viejo, una investigación federal masiva de la familia Gambino. El 4 de junio de 2008, DiMaria se declaró culpable de cargos relacionados con el chantaje y la extorsión. DiMaria admitió además haber conspirado para extorsionar al contratista/camionero Joseph Vollaro. Vollaro, un antiguo socio de la Mafia, se había convertido en informante para evitar ser procesado y grabó conversaciones con otros mafiosos durante un periodo de tres años.
DiMaria fue encarcelado en la Institución Correccional Federal, Otisville. Salió de la cárcel el 31 de agosto de 2012.